# Црква Светог Георгија у Ћуприји
Црква Светог Георгија у Ћуприји припада Епархији браничевској Српске православне цркве. Храм је подигнут 1834. године.
Црква посвећена Светом великомученику Георгију је једнобродна грађевина, са полукружним испустима, који служе као певнице. Зидови изграђени од клесаног камена и непечене цигле су масивни, у појединим деловима цркве досежу и 120cm дебљине. Занимљиво је да је олтарски свод нижи у односу на основни црквени свод.
Иконостас у потпуности од дрвета. Претпоставља се да је израђен убрзо после подизања цркве, најкасније у четвртој деценији 19. века. Али је зато, стицајем околности, изнутра осликана тек 1984. године, тачно век и по после изградње. Фреске су у већини дело академског сликара професора Драгомира Јашовића, који је осликао и бројне друге православне светиње у Србији и БиХ.
У овој цркви се 1849. године познати српски научник Јосиф Панчић венчао са Људмилом, кћерком барона Kордона. У то време Панчић је радио у Јагодини, посећивао Ћуприју и ту упознао своју животну изабраницу.